# Bîstrîțea, Muncaci
Bîstrîțea (în ucraineană Бистриця) este localitatea de reședință a comunei Bîstrîțea din raionul Muncaci, regiunea Transcarpatia, Ucraina.

## Demografie
Componența lingvistică a localității Bîstrîțea
     Ucraineană (98,16%)
     Rusă (1,38%)
     Alte limbi (0,28%)
Conform recensământului din 2001, majoritatea populației localității Bîstrîțea era vorbitoare de ucraineană (98,16%), existând în minoritate și vorbitori de rusă (1,38%).